# Hypericum elodes
Hypericum elodes es una planta de la familia Hypericaceae.

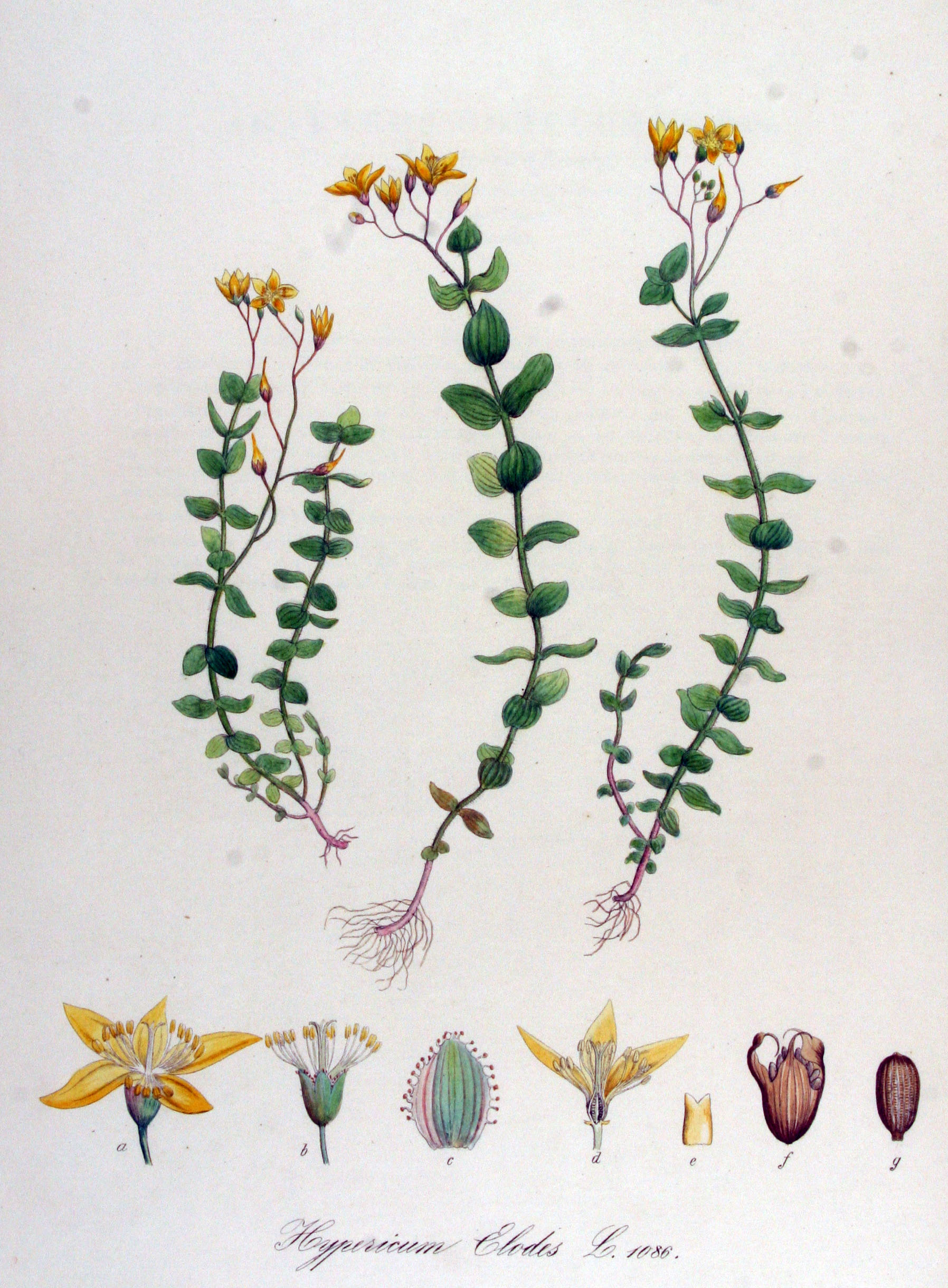
Ilustración

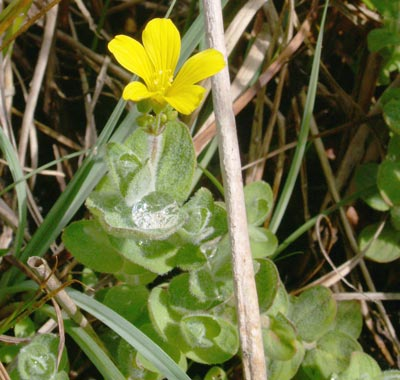
Detalle de la flor

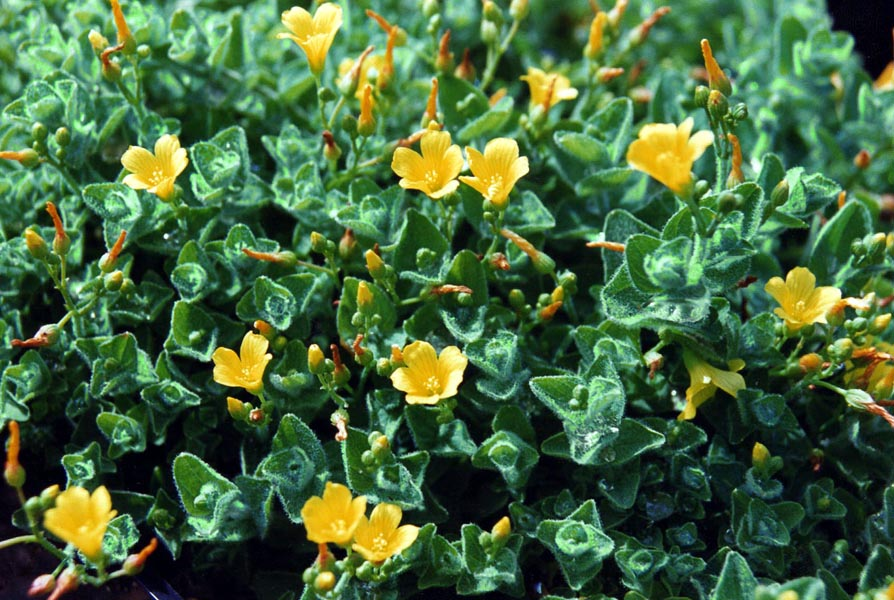
Vista de la planta

## Descripción
Hierba perenne, vellosa, radicante y rastrera en la base, trepadora en su parte superior, entre juncos juncias, adelfillas y otras hierbas altas que crecen en charcas. Flores en inflorescencia solitaria y derecha, entre dos tallos laterales foliosos o simplemente lateral. Al final de los tallos foliosos va apareciendo una flor y varios capullos que se van alargando hasta formar la inflorescencia que tiene una largo pedúnculo ramificado, rabillos de las flores curvados. Flor con 5 pétalos amarillos, no suelen abrirse totalmente, de 1,5 cm de diámetro, 5 sépalos unidos en la base, de forma elíptica, con más de la mitad de su margen lleno de pelillos rojos. Hay 3 estilos de color verde blanquecino, estigma blanco, casi transparente y 3 grupos de estambres con anteras doradas, más cortos que los estilos. Cuando madura la flor, los pétalos se enrollan formando una torcida de color pardo rojizo. El fruto es una cápsula de semillas ovoides de 1 x 0,5 mm.
Hojas opuestas y sentadas, redondeadas u ovaladas y cordadas, de color verde grisáceo, más por el envés, y vellosas. Tienen 5 nervios curvados y convergentes hacia la base. Las hojas basales se van secando y permanecen en el tallo, tomando color marrón claro. El tallo redondo, velloso, flexible y de color verde amarillento. Raíz reptante y radicante.

## Distribución y hábitat
En Europa occidental, Dinamarca e Italia. En España en Castilla y León. Vive en charcas, regueros, lugares pantanosos y puede alcanzar 50 cm de altura. En las inmediaciones de los manantiales que forman charca y entre vegetación acuática alta y espesa, normalmente en depresiones muy húmedas. Florece durante todo el verano.

## Taxonomía
Hypericum elodes fue descrita por  Carlos Linneo    y publicado en Amoen. Acad., Linnaeus ed. 4: 105. 1759 [Nov 1759]
Citología
Número de cromosomas de Hypericum elodes (Fam. Guttiferae) y táxones infraespecíficos: 2n=16
Etimología
Hipérico: nombre genérico que deriva del griego hyperikon ("sobre las imágenes" o "por encima de una aparición"). Para algunos, el nombre hace referencia a la propiedad que se le atribuía de hacer huir a los malos espíritus y las apariciones; solían colgarse flores de esta planta sobre las imágenes religiosas el día de San Juan. Para otros, las glándulas de sus pétalos parecen formar imágenes (a este hecho se le dio mucha importancia en la Edad Media, ya que era utilizado en los exorcismos por sus virtudes cabalísticas). 
elodes: epíteto
Sinonimia
- Elodea palustris Spach
- Elodes palustris Spach
- Hypericum enodes Neck.
- Hypericum helodes St.-Lag.
- Hypericum helodeum St.-Lag.
- Spachelodes elodes (Huds.) Kimura
- Tripentas helodes Asch.[5]